# Finanzsicherheiten
Unter Finanzsicherheiten versteht man allgemein im Bankwesen bestimmte Kreditsicherheiten, die auf den europäischen Finanzmarkt für Kreditgewährungen zur Verfügung gestellt werden können und speziell im Finanzwesen eine Sicherheitsleistung, die durch den Anleger bei bestimmten Wertpapiergeschäften oder Kontrakten über Commodities gegenüber Kreditinstituten, Wertpapierdienstleistungsunternehmen oder Brokern zu stellen ist.

## Allgemeines
Die Regelungen über Finanzsicherheiten sind Teil des EU-Aktionsplans vom Mai 1999 zwecks Schaffung eines einheitlichen Marktes für Finanzdienstleistungen und Vermittlung von Rechtssicherheit als Unterstützung für grenzübergreifende Abrechnungen und den Wertpapierhandel.
Bereits durch die Finalitätsrichtlinie (FinalitätsRL, 98/26/EG) wurden bestimmte Ziele zu verwirklichen versucht: In der Finalitätsrichtlinie wird nach Art. 3 Abs. 1 die Endgültigkeit und Unwiderruflichkeit von Übertragungsaufträgen auch im Insolvenzfall vorgesehen, nach Art. 4 können im Insolvenzfall dennoch die bestellten dinglichen Sicherheiten uneingeschränkt verwertet werden und es werden auch besondere Regelungen für die Aufrechnung (Netting) bestimmt. Dadurch sollen Kosten gesenkt werden können und wiederum die Wettbewerbsfähigkeit europäischer Finanzeinrichtungen gestärkt werden. Als wesentlicher Mangel der Finalitätsrichtlinie wurde erkannt, dass keine einheitlichen Regelungen bezüglich der Bestellung, Verfügung und Verwertung von Sicherheiten (Finanzsicherheiten) bestehen, die nationalen Bestimmungen eine vertiefende Zusammenarbeit nicht fördern und dadurch die weitere Stärkung des Kapitalverkehrs im EWR-Binnenmarkt verhindert wird.
Die Finanzsicherheitenrichtlinie Richtlinie 2002/47/EG ist Teil eines umfassenden Rechtsrahmens, mit dem der europäische Finanzplatz gestärkt werden soll. Die Richtlinie soll zu einer weiteren Integration des Finanzmarkts sowie zur Stabilität des Finanzsystems in der Gemeinschaft beitragen und dadurch den freien Dienstleistungs- und Kapitalverkehr im Finanzbinnenmarkt fördern. Die Richtlinie will dieses Ziel durch eine gemeinschaftsweite Regelung für die Bereitstellung von Wertpapieren und Barguthaben als Sicherheit verwirklichen. Ziel der Finanzsicherheitenrichtlinie ist es, ein einheitliches Regelwerk für die Europäische Union zu schaffen, um Kreditrisiken bei finanziellen Transaktionen, bei denen Bankguthaben, Aktien oder Schuldverschreibungen als Kreditsicherheiten gestellt werden, zu begrenzen. Durch § 1 Abs. 17 KWG ist die Finanzsicherheitenrichtlinie Bestandteil des deutschen Rechts.

## Rechtsfragen
Durch die Richtlinie 2002/47/EG werden grenzüberschreitend gleiche Mindestanforderungen für die zivil- und insolvenzrechtliche Behandlung von Kreditsicherheiten aufgestellt, die im Rahmen von Kapitalmarktgeschäften Verwendung finden. Im Bericht der Kommission an das Europäische Parlament und den Rat wurde formuliert: „Ziel der Richtlinie war es, eine größere Integration und Kosteneffizienz der europäischen Finanzmärkte durch die Vereinfachung des Prozesses der Erstellung von Sicherheiten, die Verbesserung der Rechtssicherheit bei der Verwendung von Finanzsicherheiten und die Reduzierung der Risiken für die Marktteilnehmer zu erreichen.“
Generelle Bestimmungen des nationalen Zivil-, Gesellschafts- und Handelsrechts treten bezüglich der Spezialbestimmungen hinsichtlich der Finanzsicherheiten in den Hintergrund. Der nationale Gesetzgeber kann über die Mindestanforderungen der Richtlinie 2002/47/EG hinausgehen, soweit die Grundsätze der Richtlinie vom Wesen her nicht verändert werden. Das Ziel der Regelung von Finanzsicherheiten auf europäischer Ebene ist auch die Schaffung einheitlicher rechtlicher Mindestregelungen zur Begrenzung des Kreditrisikos bei Finanztransaktionen.
Übergeordnetes und zukünftig weiter zu verfolgendes Ziel ist es auch, einen vertieften europäischen Finanzmarkt zu schaffen und dadurch das reibungslose Funktionieren der gemeinsamen Geldpolitik in der Europäischen Wirtschafts- und Währungsunion zu gewährleisten.
Mit dem mindestharmonisierten EU-Rechtsrahmen soll das Kreditrisiko bei Finanzkontrakten durch die Bestellung von Wertpapieren und Bankguthaben als Sicherheit begrenzt werden. 
Unter Finanzsicherheit ist die von einem Sicherungsgeber einem Sicherungsnehmer eingeräumte Sicherheit in Form eines beschränkten dinglichen Sicherungsrechts oder im Wege der Vollrechtsübertragung (z. B. an Aktien, Schuldtitel etc., nicht jedoch in Bargeld) zu verstehen. Dieses Recht wird als Sicherheit gestellt, damit im Falle der Illiquidität des Kreditnehmers der Kreditgeber das Finanzrisiko ausgleichen kann. 
Zu den beiden Formen der Finanzsicherheit ist zu bemerken:
- dingliche Sicherungen: Im Sinne des 9. Erwägungsgrundes der Richtlinie 98/26/EG des Europäischen Parlaments und des Rates vom 19. Mai 1998 über die Wirksamkeit von Abrechnungen in Zahlungs- sowie Wertpapierliefer- und Wertpapierabrechnungssystemen (Finalitätsrichtlinie, ABl L 166/45) sind dingliche Sicherheiten „alle juristischen Sicherungsmittel, mit denen ein Teilnehmer aus dem System herrührende Rechte und Verpflichtungen gegenüber anderen Teilnehmern des Zahlungssystems und/oder Wertpapierliefer- und abrechnungssystems sichert; hierzu zählen u. a. Rückkaufvereinbarungen (Pensionsgeschäfte) gesetzliche Pfandrechte und fiduziarische Sicherungsrechte. Vorschriften des einzelstattlichen Rechts über die Art von dinglichen Sicherheiten, die geleistet werden können, werden durch die Definition der dinglichen Sicherheit in dieser Richtlinie nicht berührt.“ Nach Art. 2 lit. m) dieser Richtlinie sind dingliche Sicherheiten ein verwertbarer Vermögensgegenstand „(einschließlich Guthaben), der zur Besicherung von Rechten und Verbindlichkeiten, die sich in Verbindung mit einem System ergeben können, als Pfand, im Rahmen einer Rückkaufvereinbarung (Pensionsgeschäft), einer vergleichbaren Vereinbarung oder in anderer Form bereitgestellt oder der Zentralbank eines Mitgliedstaats oder der zukünftigen Europäischen Zentralbank zur Verfügung gestellt wird.“
- Vollrechtsübertragung: Einschließlich Wertpapierpensionsgeschäfte) an Wertpapieren und Barguthaben.

Finanzsicherheiten sind innerhalb des Europäischen Wirtschaftsraumes (EWR) ein ganz wesentlicher Markt, für den einheitliche Richtlinien notwendig wurden. Der Gesamtwert der ausstehenden Vereinbarungen bei den Wertpapierpensionsgeschäften (Rückkaufvereinbarungen, auch „Repos“ genannt), wurde im Jahr 2002 auf rund 2 Billionen Euro geschätzt. Bei Wertpapierpensionsgeschäften werden Wertpapiere im Vollrecht übertragen und gleichzeitig wird eine Vereinbarung abgeschlossen, dass gleichwertige Wertpapiere später oder zu einem genau festgesetzten Zeitpunkt zu einem bestimmten Preis zurückübereignet werden. Der Repo-Markt der Europäischen Union ist gemäß The International Capital Market Association (ICMA) „European repo market survey“, März 2006, einer der größten Finanzmärkte der Welt und in den letzten Jahren rasch expandiert. Die rechtliche Qualifikation der Wertpapierpensionsgeschäfte ist nicht endgültig geklärt. Teilweise werden diese als Kaufvertrag mit Rückkaufvereinbarung, teilweise als Darlehensvertrag mit Sicherungsübereignung etc. beurteilt. 
Bereits seit vielen Jahren wird auf europäischer Ebene eine Harmonisierung der persönlichen Sicherheiten< und den dinglichen Mobiliarsicherheiten versucht. Die Grundform der persönlichen Sicherheit ist die Bürgschaft, die auch in allen EWR-Mitgliedstaaten in der Praxis eines der wichtigsten Kreditsicherungsrechte ist. Die Harmonisierung der Grundpfandrechte hingegen, die national stark unterschiedliche rechtliche Regelungen aufweisen, ist auch insbesondere infolge der engen Verbindung zwischen Grundstücksrecht und den Register-Systemen besonders schwierig und zudem, im Vergleich zu den in der grenzüberschreitenden Praxis viel wichtigeren Mobiliarsicherungsrechten, weniger dringlich.

## Definition
Die Richtlinie über Finanzsicherheiten 2002/47/EG „schafft einen einheitlichen EU-Rechtsrahmen für die (grenzübergreifende) Verwendung von Finanzsicherheiten und schafft damit die meisten formellen Anforderungen ab, die die Finanzsicherheiten traditionellerweise einzuhalten hatten. Bei Finanzsicherheiten handelt es sich um Vermögenswerte, die ein Kreditnehmer seinem Kreditgeber zur Verfügung stellt, um das Risiko eines finanziellen Verlustes für den Kreditgeber im Falle der Nichterfüllung seitens des Kreditnehmers der finanziellen Verpflichtungen ihm gegenüber zu minimieren. Sicherheiten werden in verstärktem Maße bei allen Arten von Transaktionen, einschließlich auf den Kapitalmärkten, bei der Finanz- und der Finanzierungsverwaltung von Banken, in Zahlungs- und Clearingsystemen und im allgemeinen Bankkreditgeschäft verwendet. In den meisten Fällen wird die Sicherheit in Form von Barmitteln oder von Wertpapieren zur Verfügung gestellt“.
Finanzsicherheiten sind nach Art. 1 Abs. 4 lit. a und Abs. 5 der Richtlinie 2002/47/EG besitzgebundene Barsicherheiten oder Finanzinstrumente, „bei denen die Besitzverschaffung schriftlich und die Bestellung schriftlich“ oder in rechtlich gleichwertiger Form „nachgewiesen werden“ muss. § 1 d KWG definiert: „Finanzsicherheiten im Sinne dieses Gesetzes sind Barguthaben, Geldbeträge, Wertpapiere, Geldmarktinstrumente sowie sonstige Schuldscheindarlehen einschließlich jeglicher damit in Zusammenhang stehender Rechte oder Ansprüche“.

## Arten
Vom Begriff werden nur bestimmte Realsicherheiten, jedoch keine Personalsicherheiten erfasst. Finanzsicherheiten sind eine Barsicherheit (Bankguthaben oder vergleichbare Geldforderungen wie Geldmarkt-Sichteinlagen; Art. 2 Abs. 1d Finanzsicherheitenrichtlinie) oder Finanzinstrumente (auf dem Kapitalmarkt handelbare Aktien, Schuldverschreibungen oder sonstige Schuldtitel; Art. 2 Abs. 1e Finanzsicherheitenrichtlinie). Als Vertragsparteien von Finanzsicherheiten kommen nach Art. 1 Abs. 2 Finanzsicherheitenrichtlinie nur juristische Personen in Betracht, nicht jedoch natürliche Personen.
Zu den Finanzsicherheiten gehören insbesondere die so genannten Margins, die bei Derivaten wie Differenzgeschäften, Optionen, Swapgeschäften oder Terminkontrakten von Käufer und Verkäufer als Sicherheitsleistung zu hinterlegen sind. Nach Art. 11 Abs. 3 Marktinfrastrukturverordnung müssen Transaktionen in Derivaten, die nicht der Clearingpflicht unterliegen, in den EU-Mitgliedstaaten besichert werden. Als Besicherungsinstrumente sind Initial Margin und Variation Margin vorgesehen. Sie decken das Ausfallrisiko der Käufer oder Verkäufer ab, das die Gegenparteien (Kreditinstitute, Wertpapierdienstleistungsunternehmen oder Broker) eingehen.

## Weiterentwicklung der Finanzsicherheitenrichtlinie
Die praktische Anwendung der Richtlinie 2002/47/EG in den letzten Jahren hat dazu geführt, dass durch eine Überarbeitung die veränderten Rahmenbedingungen und Erfahrungen in der Richtlinie aufgenommen werden.
Dies betrifft insbesondere die Aufnahme von Kreditforderungen als Teil der Finanzsicherheiten. Zukünftig sind unter Finanzsicherheiten folgende drei Formen zu verstehen:
- Barsicherheit,
- Finanzinstrumente,
- Kreditforderungen.

Kreditforderungen sind gemäß Art. 2 Abs. 1 lit. o RL 2009/44/EG „Geldforderungen aus einer Vereinbarung, aufgrund derer ein Kreditinstitut im Sinne von Artikel 4 Nummer 1 der Richtlinie 2006/48/EG, einschließlich der in Artikel 2 jener Richtlinie bezeichneten Institute, einen Kredit in Form eines Darlehens gewährt.“ Die Mitgliedstaaten können dabei vom Anwendungsbereich dieser Richtlinie die Kreditforderungen ausschließen, „bei denen der Schuldner ein Verbraucher im Sinne von Artikel 3 Buchstabe a der Richtlinie 2008/48/EG des Europäischen Parlaments und des Rates vom 23. April 2008 über Verbraucherkreditverträge oder ein Kleinstunternehmen oder kleines Unternehmen im Sinne von Artikel 1 und Artikel 2 Absätze 2 und 3 des Anhangs der Empfehlung 2003/361/EG der Kommission vom 6. Mai 2003 betreffend die Definition der Kleinstunternehmen sowie der kleinen und mittleren Unternehmen ist, sofern es sich bei dem Sicherungsnehmer oder dem Sicherungsgeber dieser Kreditforderungen nicht um ein Institut gemäß Artikel 1 Absatz 2 Buchstabe b dieser Richtlinie handelt“ (Art. 1 Abs. 4 lit. c RL 2009/44/EG).
Gemäß Art. 11 Abs. 1 der Richtlinie 2009/44/EG haben die Mitgliedstaaten bis „spätestens bis zum 30. Dezember 2010 die erforderlichen Rechts- und Verwaltungsvorschriften“ zu erlassen und zu veröffentlichen, um dieser Richtlinie nachzukommen.

## Redaktionelle Qualität der Finanzsicherheitenrichtlinie
Die redaktionelle Qualität von Rechtsakten der Europäischen Union wird in „Gemeinsamer Leitfaden des Europäischen Parlaments, des Rates und der Kommission“ aus dem Jahr 2003 als „eine wesentliche Voraussetzung dafür, dass die gemeinschaftlichen Rechtsvorschriften besser verstanden und ordnungsgemäß angewandt werden“, bezeichnet, „damit Bürger und Wirtschaftsteilnehmer ihre Rechte und Pflichten erkennen, die Gerichte ihre Durchsetzung gewährleisten und die Mitgliedstaaten, sofern sie dazu verpflichtet sind, Gemeinschaftsrecht ordnungs- und fristgemäß umsetzen können“. Dazu „müssen die Rechtsakte der Gemeinschaftsorgane verständlich und kohärent formuliert werden sowie in Form und Aufbau einheitlichen Grundsätzen folgen“.
Anlässlich der Tagung des Europäischen Rats in Edinburgh (1992) wurde grundsätzlich anerkannt, dass die Rechtsakte der Gemeinschaft klarer und einfacher gestaltet werden müssen. Dies soll unter Berücksichtigung bestimmter legislativer Grundsätze erfolgen.
Rat und auch die Kommission haben dazu verschiedene Maßnahmen ergriffen und Vorarbeiten geleistet sowie Publikationen bereitgestellt.
Zusätzlich wurde auch in der Erklärung Nr. 39 in der Schlussakte des Vertrags von Amsterdam (zur redaktionellen Qualität der gemeinschaftlichen Rechtsvorschriften) dieser Grundsatz der klaren und einfachen Gestaltung von Rechtsakten (Bürgernähe) neuerlich bekräftigt.
Das Ergebnis dieser Bemühungen war der Abschluss einer Interinstitutionellen Vereinbarung vom 22. Dezember 1998 mit gemeinsamen Leitlinien für die redaktionelle Qualität der gemeinschaftlichen Rechtsvorschriften.
Dieses Postulat wurde jedoch hinsichtlich der Richtlinie 2002/47/EG (Finanzsicherheiten) keineswegs erfüllt und auch in der Folgerichtlinie, mit der die RL 2002/47/EG geändert wurde (RL 2009/44/EG), wurde die sprachliche und redaktionelle Qualität nicht wesentlich verbessert.
Daher kommt den Erwägungsgründen in der Finanzsicherheitenrichtlinie besondere Bedeutung zu. Die Erwägungsgründe dieser Richtlinie sind sowohl zur Auslegung der Richtlinie als auch zur Auslegung der nationalen Umsetzung heranzuziehen.

## Bankaufsichtsrechtliche Regelung
Finanzsicherheiten kommen insbesondere bei den Kreditarten Lombardkredit, Wertpapierpensionsgeschäft und Wertpapierleihe vor. Nach Art. 207 Abs. 1 Kapitaladäquanzverordnung (CRR) können Finanzsicherheiten und Gold als Kreditsicherheit anerkannt werden, wenn die hierin genannten Voraussetzungen erfüllt sind:
- Die Bonität des Schuldners der Finanzsicherheit darf nicht wesentlich positiv mit dem Beleihungswert der Finanzsicherheit korrelieren (Art. 207 Abs. 2 CRR);
- die Sicherheit muss rechtlich durchsetzbar sein (Art. 207 Abs. 3 CRR) und
- die sicherungsnehmenden Banken müssen nach Art. 207 Abs. 4 CRR noch einige operationelle Anforderungen erfüllen.

Von Bedeutung ist die positive Korrelation, die etwa bei einem Kredit an eine Aktiengesellschaft vorliegt, die als Kreditsicherheit ihre eigenen Aktien anbietet.